# جيمس وورثي
جيمس وورثي (بالإنجليزية: James Worthy) مواليد 27 فبراير 1961 في غاستونيا، هو لاعب كرة سلة أمريكي سابق تحول إلى التدريب بعد الاعتزال بدأ مسيرته الاحترافية في سنة 1982 وهو الآن مدرب مساعد في فريق لوس أنجلوس ليكرز في الرابطة الوطنية لكرة السلة. يبلغ طوله 6 قدم 9 بوصة (2.1 م). اعتزل اللعب في 1994.

## فرق لعب لها
- لوس أنجلوس ليكرز

## روابط خارجية
- جيمس وورثي على موقع IMDb (الإنجليزية)
- جيمس وورثي على موقع إن إن دي بي (الإنجليزية)
- جيمس وورثي على موقع قاعدة بيانات الفيلم (الإنجليزية)
- جيمس وورثي على موقع الاتحاد الدولي لكرة السلة (الإنجليزية)
- جيمس وورثي على موقع إن بي أي (الإنجليزية)
- جيمس وورثي على موقع سبورتس رفرنس (الإنجليزية)
- جيمس وورثي على موقع كلية كرة السلة في سبورتس رفرنس.كوم (الإنجليزية)
- جيمس وورثي على موقع ريلجم (الإنجليزية)
- جيمس وورثي على موقع بروبوليرز (الإنجليزية)
- جيمس وورثي على موقع قاعة المشاهير الجامعة الوطنية لكرة السلة (الإنجليزية)
- جيمس وورثي على موقع قاعة كارولاينا الشمالية للمشاهير الرياضية (الإنجليزية)
- جيمس وورثي على موقع قاعة كاليفورنيا للمشاهير الرياضية (الإنجليزية)